# 메갈라니아
메갈라니아(Megalania)는 플라이스토세 시대에 오스트레일리아에 서식했던 거대한 도마뱀 집단의 일부인 멸종된 거대한 왕도마뱀 종이다. 현존하는 것으로 알려진 육상 도마뱀 중 가장 큰 종이지만, 알려진 유적의 단편적인 특성으로 인해 추정치가 매우 불확실하다. 최근 연구에 따르면 대부분의 알려진 표본은 꼬리를 제외한 몸 길이가 약 2~3m에 달했을 것이며, 일부 개체는 훨씬 더 커서 몸 길이가 약 4.5~7m에 달했을 것이라고 한다.
메갈라니아는 살아있는 친척 중 가장 가까운 친척일 수 있는 살아있는 코모도왕도마뱀과 비슷한 생태를 가지고 있었던 것으로 추정된다. 오스트레일리아에서 가장 어린 거대한 왕도마뱀 화석 유적은 약 5만 년 전으로 거슬러 올라간다. 오스트레일리아 최초의 원주민 정착민은 메갈라니아를 만났고, 메갈라니아 멸종의 한 요인이 되었을 수 있다. 원래는 "메갈라니아"라는 이름의 속에 속하는 유일한 종으로 여겨졌지만, 오늘날에는 다른 오스트레일리아 왕도마뱀과 밀접한 관련이 있는 왕도마뱀류에 속하는 종으로 간주된다.

## 크기
화석 골격이 완전하거나 거의 완전하지 않기 때문에 메갈라니아의 정확한 치수를 결정하기가 어려웠다. 초기 추정에 따르면 가장 큰 개체의 길이는 7m, 최대 무게는 약 600~620kg으로 나타났다. 2002년 스티븐 브로는 최대 총 길이 4.5m, 무게 331kg, 평균 총 길이 3.45m, 97~158kg의 거골증을 상당히 축소하여  이전의 최대 길이 추정치인 7m를 결함 있는 방법에 근거한 과장이라고 비난했다. 그러나 2009년에는 다른 연구자들과 함께 추정치를 최소 5.5m와 575kg으로 올렸다.

## 고생물학
메갈라니아는 현존하는 것으로 알려진 육상 도마뱀 중 가장 큰 도마뱀이다. 그 크기로 볼 때, 디프로토돈과 같은 거대한 유대류를 비롯해 다른 파충류 및 작은 포유류는 물론 새와 그 알과 병아리를 포함한 중대형 동물을 주로 먹었을 것이다. 팔다리와 몸통이 무겁고, 눈 사이에 작은 볏이 있는 커다란 두개골, 톱니 모양의 칼날 같은 이빨로 가득 찬 턱을 가지고 있었다.